# Benzo(c)phénanthrène
Le benzo[c]phénanthrène est un hydrocarbure aromatique polycyclique de formule C18H12 inscrit sur la liste des cancérogènes du groupe 3 du CIRC.